# صلاح الشرنوبي
صلاح الشرنوبي (ولد 1957 م) موسيقار وملحن مصري.

## ولادته ودراسته
ولد صلاح الدين أحمد الشرنوبي الشهير بصلاح الشرنوبي في 29 ديسمبر عام 1957م بمدينة الإسكندرية في حيِّ الأنفوشي. أتم مراحل تعليمه المختلفة ثم التحقَ بكلية الهندسة قسم الميكانيكا جامعة الإسكندرية، وحصل منها على شهادة بكالوريوس عام 1979م، وعمل بعد تخرُّجه مهندسَ ميكانيكا حتى عام 1990، ثم تفرَّغ للتلحين بعد استقراره في القاهرة.

## نشأته الفنية
تفتحت موهبته الموسيقية في مدينة الإسكندرية، واهتم منذ طفولته بالموسيقا والموسيقيين، وكان شديدَ الولع بالموسيقا الشعبية (السكندرية) وآلاتها ولا سيما آلة الأكورديون. لم يدرس الموسيقا في معاهد فنية متخصِّصة، ولكنه ثقف نفسه بنفسه موسيقيًّا، وتعلَّم العزف على آلة الكمان، ثم تعلَّم العزف على آلة العود، وتعلَّم كتابة النوتة الموسيقية.
حين انتقل إلى القاهرة عام 1990م تفرَّغ للموسيقا والتلحين، وتأثَّرت ألحانه بالموَّال (السكندري) واستلهمه في تلحين مقاطعَ في أعماله، وتأثر أيضًا بلون غنائي يسمَّى (الصَّهبا) وهو شهير جدًّا في مدينة الإسكندرية، وهو نوع من الغناء الارتجالي يصاحبه الآلات المختلفة وأهمها آلة الأكورديون.
يُعَد من القلائل الذين نجحوا في تقديم مدرسة جديدة معاصرة في فنِّ تلحين الأغنية العربية، تجمع بين شرقية المقامات المستخدمة وإيقاعات العصر، وقد أُطلقَ عليها اسم «مدرسة الشرنوبي» حتى أن الملحن سيد مكاوي أشاد بهذه المدرسة التي عدَّها تجديدًا ناجحًا. وكذلك المطربة صباح ترى أن أعمال الشرنوبي الفنية ذاتُ أسلوب خاص بها ومتميِّز، وصار يُطلق تعبير (أغنية مشرنبة) نسبةً إلي الشرنوبي.
وكانت البداية الحقيقية لصلاح الشرنوبي في أغنية (بتونس بيك) للمطربة وردة الجزائرية التي أعادت تقديمها وهي المطربة ذات التاريخ العريق بأسلوب جديد وعصري، حقَّق نجاحًا في أوساط جمهورها وجمهور الشباب.

## أعماله الفنية
لحَّن صلاح الشرنوبي لعدد من المطربين المصريين والعرب، ومن أشهر أعماله مع الفنانين:
- وردة الجزائرية: بتونس بيك، حرمت أحبك، نار الغير، مسلسل آن الأوان.
- نجاة الصغيرة: اطمن.
- وديع الصافي: قصيدة يا حبيبا.
- ميادة الحناوي: كبريائي، الشمس.
- سميرة سعيد: خايفة، ع البال، كل دي إشاعات.
- جورج وسوف: كلام الناس، ليل العاشقين.
- إليسا: ده لولاك.
- ذكرى: وحياتي عندك، الأسامي، بحلم بلقاك.
- لطيفة: بحب ف غرامك، يا غدَّار، كرهتك.
- أصالة نصري: تصور بحبك، عادي، ضميرك صحي.
- هاني شاكر: ولا كان بأمري، قلبي ماله، بتحب ليه.
- راغب علامة: مغرم يا ليل، توءم روحي، سيدتي الجميلة.
- نوال الزغبي: عايزة الرد، حبيت يا ليل، اعمل معروف.
- محمد الحلو: قلبي على طيري، أهيم شوقا، ولا عمرة اشتاق.
- مدحت صالح: وعدي، الله يا سيدي.
- فضل شاكر: والله زمان، حبك خيال، غايب عني.
- سيبال الحاج: عزيز غالي.
- علي الحجَّار: ولانتى اللي، لحظة غروب، مسلسل راجعلك يا اسكندرية.
- إيهاب توفيق: ملهمش في الطيب، العالم مانتهاش، لا داعي.
- رويدا عطية: خصامك مر، واحشني والله.
- نوال غشام: طولت بالي عليك، ابعد، إزاي نسيت، كثر الدلال، موش ناقصين، أنت حبيت.
- عايدة الأيوبي: في عشق الله.
- جورج وسوف: كلام الناس
- محمود التهامي: فداك نفسي.
- أوبريت الحلم العربي، غناء مجموعة من المطربين.
- أوبريت في طريقك يا فلسطين، غناء مجموعة من المطربين.
- ولحَّن لغيرهم من المطربين منهم:

هشام عباس، خالد عجاج، محمد منير، حمادة هلال، بهاء سلطان، وليد توفيق، ديانا حدَّاد، باسكال مشعلانى، نبيل شعيل، عبد الله الرويشد، ماجد المهندس.

## الشعراء
تعاون الشرنوبي مع عدد كبير من شعراء الوطن العربي، منهم: عبد الوهاب محمد، عمر بطيشة، جمال بخيت، بهاء الدين محمد، مصطفى كامل، خالد الشيباني، رضا أمين، وليد رزيقة، أحمد شتا، مصطفى مرسي، وائل توفيق.

## ألحان المسرحيات والمسلسلات

### المسرحيات
- أصحاب المعالي: لطفى لبيب، أشرف سيف.
- اتنين استاكوزا: يونس شلبي.
- تيجى نلعبها: سعيد صالح، يونس شلبي.
- زمبليطة ف المحطة: نجوى فؤاد، سماح أنور.
- حكم شهرزاد: رغدة.
- ملك الشحاتين: محمود الجندي، سامي العدل، نجوى فؤاد.

### المسلسلات
- الزواج على طريقتي: عبد المنعم مدبولي، ليلى طاهر.
- آن الأوان: وردة، حسن حسني، خالد سليم.
- راجعلك يا إسكندرية: خالد النبوي، حلا شيحة.
- خليها على الله: محمد رياض.

### الأفلام
- حلق حوش: أدى فيه محمد هنيدي أغنية "يا حتة بغاشة".
- ويجا: أدت فيه دوللي شاهين أغنية "شفتك بقلبي".
- ليه يا دنيا: غنت فيه وردة الجزائرية أغنية "خليك معايا".

## الإنتاج
أنتج في عام 2006 مسلسل (آن الأوان) بطولة وردة، وخالد سليم، وحسن حسني. للكاتب يوسف معاطي، وإخراج أحمد صقر. وقد بُثَّ على عدَّة قنوات فضائية عربية.

## تعرضه للاختطاف
تعرض صلاح الشرنوبي للاختطاف على يد مسلَّحين مجهولين، عند خروجه من منزله بمدينة السادس من أكتوبر، يوم 26 من مارس 2012م، مطالبين بفدية مقدارها مليونا جنيه، مهدِّدين بقتله إن لم تُدفع لهم، ولكنَّ قوات الأمن والشرطة نجحوا في تحريره بتاريخ 28 مارس 2012.